# Liste der Einträge im National Register of Historic Places im Andrews County
Die Liste der Registered Historic Places im Andrews County führt alle Bauwerke und historischen Stätten im texanischen Andrews County auf, die in das National Register of Historic Places aufgenommen wurden.

## Aktuelle Einträge
| Lfd. Nr. | Name im NRHP       | Bild | Datum der Eintragung | Adresse/Lage   | Ort     | NRHP-ID  | Beschreibung |
| -------- | ------------------ | ---- | -------------------- | -------------- | ------- | -------- | ------------ |
| 1        | Andrews Lake Sites |      | 22. Nov. 1978        | Zurückgehalten | Andrews | 78002886 |              |